# Mănăstirea Sihăstria Rarăului
Mănăstirea Sihăstria Rarăului este o mănăstire ortodoxă din România situată în orașul Câmpulung Moldovenesc, județul Suceava.